# Mokrzyce (sielsowiet Kamienny Łuh)
Mokrzyce (biał. Макрыцы; ros. Мокрицы) – dawny folwark. Tereny, na których był położony, leżą obecnie na Białorusi, w obwodzie grodzieńskim, w rejonie oszmiańskim, w sielsowiecie Kamienny Łoh.

## Historia
W czasach zaborów folwark w okręgu wiejskim Mokrzyca, w gminie Polany, w powiecie oszmiańskim, w guberni wileńskiej Imperium Rosyjskiego. W 1866 roku liczył 7 mieszkańców w 1 domu. Pobliska wieś Mokrzyce należała do dóbr o tej nazwie, własność Downarowiczów. W 1905 roku liczył 17 mieszkańców, 120 dziesięcin.
W latach 1921–1945 folwark leżał w Polsce, w województwie wileńskim, w powiecie oszmiańskim, w gminie Polany.
W 1931 wieś w 1 domach zamieszkiwało 7 osób.
Wierni należeli do parafii rzymskokatolickiej w Cudzieniszkach. Miejscowość podlegała pod Sąd Grodzki w Oszmianie i Okręgowy w Wilnie; właściwy urząd pocztowy mieścił się w Cudzieniszkach.